# 民勤圣容寺
民勤圣容寺，位于中国甘肃省民勤县，为一个省级文物保护单位，类型为古建筑。
民勤圣容寺的历史年代为明至民国。